# Штиулеци (Алба)
Штиулеци (рум. Știuleți) насеље је у Румунији у округу Алба у општини Скаришоара. Oпштина се налази на надморској висини од 771 m.

## Становништво
Према подацима из 2002. године у насељу је живело 145 становника, од којих су сви румунске националности.